# Le Bulletin célinien
Le Bulletin célinien, fondé en 1981 (N°0) par Marc Laudelout, est une revue entièrement consacrée à l'œuvre de Louis-Ferdinand Céline. Il s'agit de l'unique publication mensuelle consacrée à un écrivain. Elle a publié près de 500 numéros.

## Description
Faisant suite au semestriel La Revue célinienne (3 numéros parus entre 1979 et 1981), le bulletin rend compte chaque mois de tout ce qui constitue l'actualité célinienne : échos de presse, publications, adaptations théâtrales, émissions radiophoniques ou télévisées, colloques, conférences, etc.
S'adressant tant aux spécialistes qu'aux amateurs, il publie également des études, témoignages et documents relatifs à l'homme et à l'œuvre.
L'Annuaire des revues littéraires estime que « ce bulletin est étonnamment vivant, actif et intéressant. On le doit à la personnalité et à l'œuvre de l'écrivain étudié, mais aussi à la rigueur intellectuelle et morale de Marc Laudelout qui n'occulte en rien l'aspect controversé de L.-F. Céline durant la guerre, ni les débats animés entre ses détracteurs et ses admirateurs. »
Le Bulletin célinien dispose d'un blog² sur lequel est publié le sommaire de chaque numéro, ainsi que le billet du mois de la page 3.
Essentiellement rédigé par son fondateur et directeur, Marc Laudelout, Le Bulletin célinien a publié des articles de Éric Mazet, Henri Thyssens (†), David Alliot, Philippe Alméras, Jacques d'Arribehaude (†), Charles-Antoine Cardot (†), Paul Chambrillon (†), Jacques Joset, François Marchetti (†), François-Xavier Lavenne, Pol Vandromme (†), Gaël Richard, etc.
À l'occasion de la parution de son 300e numéro (septembre 2008), plusieurs auteurs ont célébré le Bulletin célinien. Dont l'essayiste et journaliste Pol Vandromme : « Vous avez dépassé le quart de siècle, alors que la plupart des bulletins consacrés à la promotion posthume d’un écrivain reconnu de son vivant n’ont bénéficié que d’une existence éphémère. Je crois savoir pourquoi. Parce que vous avez choisi Céline, le plus grand auteur d’avant-garde, révolutionnaire du style et du romanesque, de la dernière moitié du vingtième siècle. Parce que vous avez eu la clairvoyance de le pressentir au temps de sa proscription, époque où Roger Nimier et Dominique de Roux, à peu près seuls parmi les puissances régnantes, s’employaient à la célébration d’un génie accablé par le goût commun et la pensée conforme. Parce que, lors de l’examen critique du personnage controversé, vous n’avez pas substitué le jugement moral au jugement littéraire. Parce que vous n’avez pas participé à la querelle entretenue par le pédantisme et le dogmatisme. Parce que votre curiosité refusa de s’étriquer et de se crisper, invulnérable ainsi à la passion qui aveugle et déforme. Parce que, selon Goethe, le chef-d’œuvre de l’homme est de durer et que l’homme-orchestre s’appelle Marc Laudelout. »
En 2021, année du 60e anniversaire de la mort de Céline, Le Bulletin célinien a participé à la création de la Société des Lecteurs de Céline (SLC) qui édite deux plaquettes par an et une “Lettre d'actualité célinienne” bimestrielle envoyée à ses sociétaires sous forme électronique.
Le Bulletin célinien plaide pour une réédition scientifique des pamphlets en France, telle celle qui a été publiée au Québec par les Éditions Huit sous l'égide de Régis Tettamanzi, professeur à l'Université de Nantes. Dans le conflit qui a opposé les ayants droit de Céline (François Gibault et Véronique Chovin) aux descendants (famille Turpin), le BC a plutôt pris parti pour les premiers.
En 2010, le Bulletin célinien a révélé la figuration que fit Céline dans Tovaritch, le film de Jacques Deval sorti en 1935. Il a publié plusieurs inédits de Céline : la correspondance, ainsi qu'en octobre 2014 un texte écrit lorsque l'écrivain travaillait à la Société des Nations, « On a les maîtres qu'on mérite ». Guy Birenbaum a signalé cette découverte sur France Info :  « Il s'agit de quelques feuillets composant le début d'une publication pour une revue médicale, non publié par la revue, et qui contiennent déjà les bases du Voyage au bout de la nuit (1932) et de certaines des obsessions de l'auteur.»
Sous le titre Céline à hue et à dia, Marc Laudelout a publié en 2022 un choix de ses articles publiés dans le BC (note 3)